# Kaplica Przeniesienia Relikwii św. Mikołaja Cudotwórcy w Regietowie
Kaplica Przeniesienia Relikwii św. Mikołaja Cudotwórcy z Miry Licejskiej do Bari – zabytkowa czasownia prawosławna znajdująca się w Regietowie. Należy do parafii Narodzenia św. Jana Chrzciciela w Gładyszowie, w dekanacie Gorlice diecezji przemysko-gorlickiej Polskiego Autokefalicznego Kościoła Prawosławnego.

## Opis
Czasownia mieści się na starym cmentarzu prawosławnym w Regetowie Wyżnym.
Świątynię zbudowano w  I połowie XVIII w. Początkowo była to kaplica cmentarna. Po wysiedleniu miejscowej ludności w ramach akcji „Wisła” (1947), w obiekcie urządzono owczarnię. Budynek – po odzyskaniu przez prawosławnych – został rozebrany i zrekonstruowany (2001). Obecnie służy jako czasownia.
Budowla drewniana, na planie kwadratu, z dobudowanym przedsionkiem. Dach namiotowy kryty gontem. Nad przedsionkiem blaszana kopułka. Nad centralną częścią nawy kwadratowa wieżyczka, zwieńczona czterospadowym blaszanym dachem z baniastą kopułką. Od wewnątrz kopulasty strop. Wyposażenie wnętrza stanowią współczesne ikony.

## Galeria

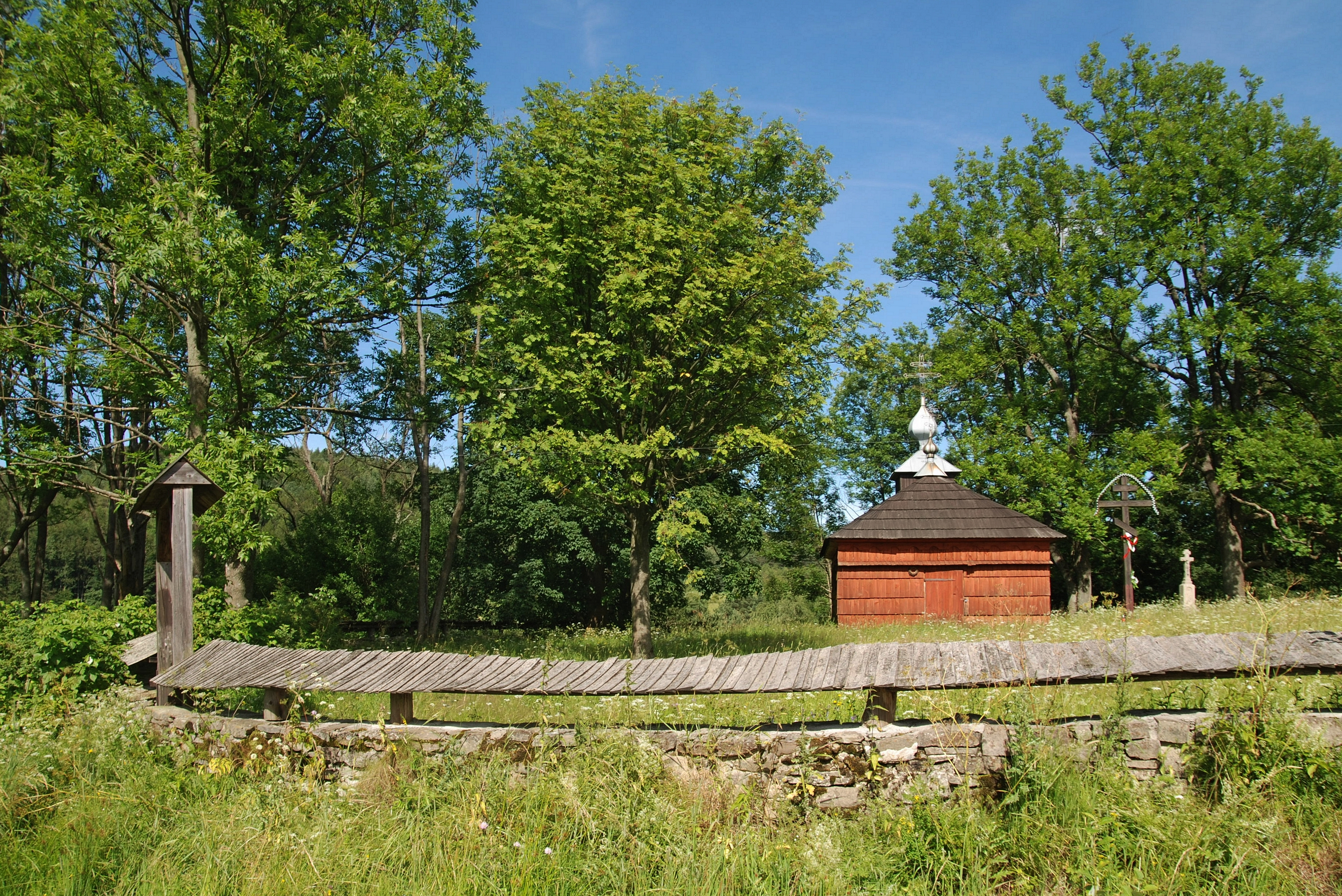
Widok ogólny
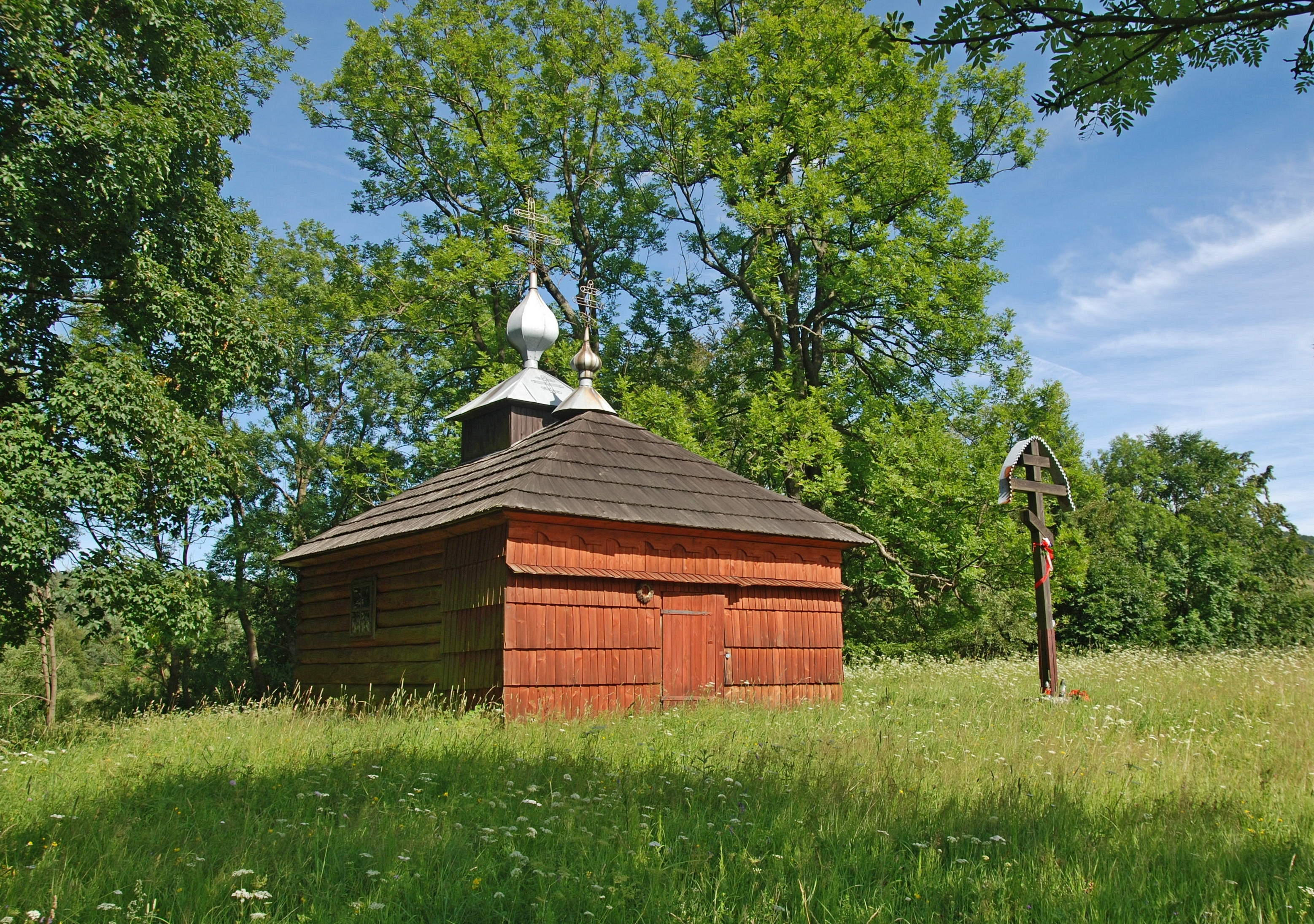
Widok od strony zachodniej
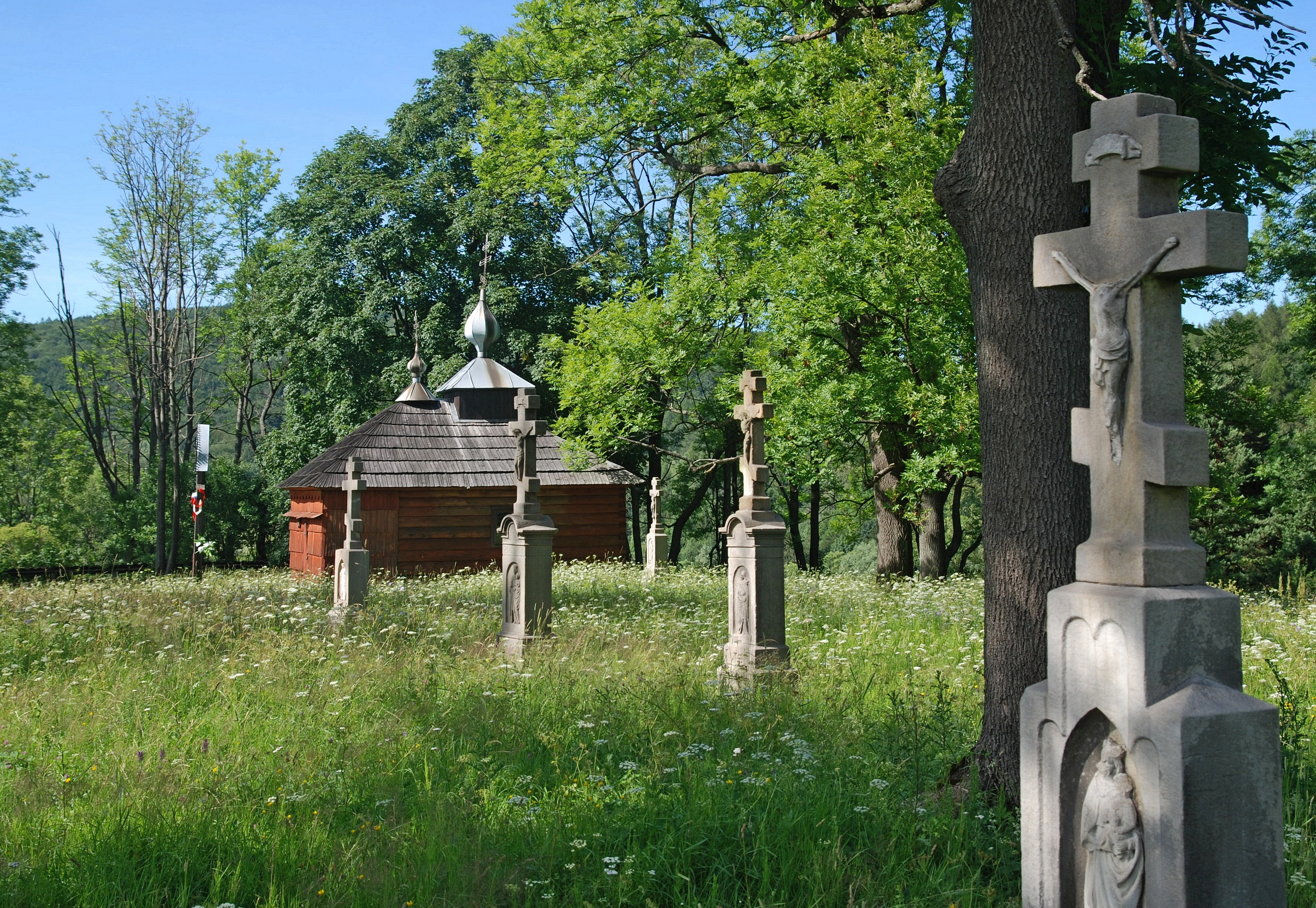
Widok od strony cmentarza